# Mendota Heights
Mendota Heights és una població dels Estats Units a l'estat de Minnesota. Segons el cens del 2000 tenia 11.594 habitants.

## Demografia
Segons el cens del 2000, Mendota Heights tenia 11.434 habitants, 4.178 habitatges, i 3.237 famílies. La densitat de població era de 471,7 habitants per km².
Dels 4.178 habitatges en un 36,3% hi vivien nens de menys de 18 anys, en un 69,5% hi vivien parelles casades, en un 6,1% dones solteres, i en un 22,5% no eren unitats familiars. En el 18,9% dels habitatges hi vivien persones soles el 8,4% de les quals corresponia a persones de 65 anys o més que vivien soles. El nombre mitjà de persones vivint en cada habitatge era de 2,72 i el nombre mitjà de persones que vivien en cada família era de 3,14.
Per edats la població es repartia de la següent manera: un 27,6% tenia menys de 18 anys, un 5,8% entre 18 i 24, un 22,7% entre 25 i 44, un 29,5% de 45 a 60 i un 14,5% 65 anys o més.
L'edat mediana era de 42 anys. Per cada 100 dones de 18 o més anys hi havia 89,9 homes.
La renda mediana per habitatge era de 81.155 $ i la renda mediana per família de 93.544 $. Els homes tenien una renda mediana de 61.095 $ mentre que les dones 41.208 $. La renda per capita de la població era de 39.407 $. Entorn de l'1,3% de les famílies i l'1,9% de la població estaven per davall del llindar de pobresa.

## Poblacions més properes
El següent diagrama mostra les poblacions més properes.